# Nena Tour (1983)
Diese Liste beinhaltet alle Konzerte in chronologischer Reihenfolge, die bei der Nena Tour 1983 gespielt wurden:

## Tourdaten
| Datum           | Stadt       | Veranstaltungsort    | Land        |
| --------------- | ----------- | -------------------- | ----------- |
| 7. März 1983    | Bochum      | Zeche Bochum         | Deutschland |
| 10. März 1983   | Nürnberg    | Hemmerleinhalle      | Deutschland |
| 11. März 1983   | München     | Rudi-Sedlmayer-Halle | Deutschland |
| 12. März 1983   | Augsburg    | Sporthalle           | Deutschland |
| 14. März 1983   | Köln        | Sporthalle           | Deutschland |
| 15. März 1983   | Wiesbaden   | Rhein-Main-Halle     | Deutschland |
| 16. März 1983   | Karlsruhe   | Schwarzwaldhalle     | Deutschland |
| 17. März 1983   | Koblenz     | Rhein-Mosel-Halle    | Deutschland |
| 19. März 1983   | Düsseldorf  | Philipshalle         | Deutschland |
| 20. März 1983   | Saarbrücken | Saarlandhalle        | Deutschland |
| 21. März 1983   | Offenbach   | Stadthalle Offenbach | Deutschland |
| 22. März 1983   | Heidelberg  | Rhein-Neckar-Halle   | Deutschland |
| 24. März 1983   | Freiburg    | Stadthalle Freiburg  | Deutschland |
| 25. März 1983   | Stuttgart   | Messehalle           | Deutschland |
| 26. März 1983   | Würzburg    | Carl-Diem-Halle      | Deutschland |
| 28. März 1983   | Dortmund    | Westfalenhalle       | Deutschland |
| 29. März 1983   | Bremen      | Stadthalle           | Deutschland |
| 30. März 1983   | Hannover    | Niedersachsenhalle   | Deutschland |
| 14. Mai 1983    | Dortmund    | Westfalenhalle       | Deutschland |
| 21. Mai 1983    | Mannheim    | Rhein-Neckar-Stadion | Deutschland |
| 22. Mai 1983    | Würzburg    | Messegelände         | Deutschland |
| 23. Mai 1983    | Geleen      | Pink Pop Festival    | Niederlande |
| 24. Mai 1983    | Wien        | Wiener Stadthalle    | Österreich  |
| 1. Juni 1983    | Bern        | Kursaal              | Schweiz     |
| 2. Juni 1983    | Zürich      | Volkshaus            | Schweiz     |
| 3. Juni 1983    | Basel       | St. Jakobshalle      | Schweiz     |
| 4. Juni 1983    | Luzern      | Kunsthaus            | Schweiz     |
| 5. Juni 1983    | Zürich      | Volkshaus            | Schweiz     |
| 6. Juni 1983    | Frauenfeld  | Casino               | Schweiz     |
| 27. August 1983 | Gießen      | Waldstadion          | Deutschland |
| 28. August 1983 | Böblingen   |                      | Deutschland |